# Aicurus
Aicurus (Aikurus, Aicuros) ist eine osttimoresische Aldeia im Suco Tulataqueo (Verwaltungsamt Remexio, Gemeinde Aileu). 2015 lebten in der Aldeia 248 Menschen.

## Geographie und Einrichtungen
Die Aldeia Aicurus liegt im Nordosten des Sucos Tulataqueo. Südöstlich befindet sich die Aldeia Dacilelo und westlich die Aldeia Roluli. Im Norden grenzt Aicurus an den Suco Liurai und im Westen an das zur Gemeinde Manatuto gehörende Verwaltungsamt Laclo mit seinem Suco Hohorai. Der Nordgrenze folgt der Cihohani, ein Nebenfluss des Nördlichen Laclós. Im nordwestlichen Grenzgebiet von Aicurus fließt der Raitaran, der in den Cihohani mündet. Den Süden der Aldeia passiert die Überlandstraße, die die Orte Laclo und Remexio miteinander verbindet. An ihr und ihren Nebenstraßen und Pisten befindet sich der Großteil der Besiedlung von Aicurus. Der Ort Aicurus liegt an der Südwestgrenze. Hier gibt es eine Grundschule.